# Georges Ruggiu
Georges Henri Yvon Joseph Ruggiu (Verviers, 12 ottobre 1957) è un conduttore radiofonico belga della stazione ruandese Radio Télévision Libre des Mille Collines (RTLM), che ha svolto un ruolo significativo nell'incitamento al genocidio ruandese.
Insieme ad altri conduttori radiofonici della suddetta stazione, Ruggiu fomentò via etere gli Hutu alla violenza e all'odio razziale contro l'etnia tutsi.
Il belga, di padre italiano e convertito all'islam, si è dichiarato colpevole delle accuse di incitamento a commettere genocidio e nel 2000 è stato condannato a 12 anni di carcere dal Tribunale penale internazionale per il Ruanda (TPIR). Ruggiu fu coinvolto nella politica ruandese due anni prima dei massacri. Fu l'unico non-ruandese accusato di coinvolgimento nel genocidio.

## Biografia

### Vita in Belgio
La madre di Ruggiu era un'insegnante belga, mentre suo padre un vigile del fuoco italiano. Fino all'età di 35 anni visse in casa, lavorando prima a Verviers come consulente per giovani tossicodipendenti e poi come insegnante per bambini con disabilità mentale. Nel 1992 si trasferì nella città di Liegi, facendo però il pendolare con Bruxelles per lavorare in un ufficio della sicurezza sociale. A Liegi fece amicizia con alcuni studenti ruandesi di etnia hutu, e con membri della comunità degli espatriati ruandesi. Abbracciò presto la causa del movimento Hutu Power e fu spesso visto in compagnia di diplomatici e funzionari ruandesi appartenenti al partito del presidente Juvénal Habyarimana, il MRND. Iniziò quindi a visitare il Ruanda e vi si trasferisce nel 1993.

### Partecipazione al genocidio
Dal gennaio al luglio del 1994, prima e durante il genocidio, Ruggiu lavorò a Kigali, come giornalista e produttore della Radio Télévision Libre des Mille Collines (RTLM). Ruggiu non aveva alcuna esperienza nel giornalismo e non parlava la lingua kinyarwanda. La RTLM fu una delle principali fonti della propaganda estremista hutu, trasmettendo ventiquattro ore al giorno ed esortando apertamente ad uccidere i Tutsi e gli Hutu "infedeli". Ruggiu istigava senza sosta i suoi ascoltatori, sostenendo che: "le tombe erano in attesa di essere riempite". I suoi programmi incitavano gli hutu a commettere omicidi e attacchi contro i ribelli tutsi, che chiamava "scarafaggi". Egli incoraggiava anche la persecuzione degli hutu moderati e dei cittadini belgi della zona.
Alcuni dei suoi difensori hanno suggerito che Ruggiu non sapesse esattamente cosa stava succedendo intorno a lui in Ruanda; tale parere è stato fortemente contestato dalla studiosa del genocidio ruandese Alison Des Forges che sostiene: "È incredibile che Ruggiu non sapesse [che cosa succedeva]...". Il tono della radio Milles Collines diveniva sempre più violento; i testimoni sostengono che Ruggiu viveva nella caserma dell'esercito di Kigali, mangiando alla stessa mensa dei soldati. Egli perciò frequentava direttamente coloro che hanno pianificato i massacri.

### Cattura, sentenza e detenzione
Dopo il genocidio, Ruggiu fuggì nei campi profughi in Zaire, in Tanzania e poi in Kenya, dove si convertì all'Islam, adottando il nome di Omar. Si unì ad una comunità somala musulmana di Mombasa ed era in procinto di fuggire in Iraq, quando nel 1997 fu arrestato dalla polizia del Kenya.
Il 23 luglio 1997, Ruggiu venne arrestato a Mombasa, su richiesta del procuratore del Tribunale penale internazionale per il Ruanda, e trasferito alla sede del tribunale, ad Arusha in Tanzania. Qui Ruggiu fu accusato di "incitamento diretto e pubblico a commettere genocidio" e di "crimini contro l'umanità (persecuzione)". Durante i tre anni del processo, Ruggiu espresse rammarico per la sua responsabilità negli eventi, sostenendo: "Devo ammettere che si trattava effettivamente di un genocidio e che purtroppo ho preso parte ad esso" Ruggiu riconobbe il proprio ruolo nel genocidio, ammettendo di avere: "...incitato omicidi e provocato gravi attacchi sul piano fisico e/o il benessere mentale dei membri della popolazione Tutsi, con l'intenzione di distruggere, in tutto o in parte, un gruppo etnico o razziale."
Ruggiu accettò la responsabilità delle proprie azioni, affermando che "alcune persone sono state uccise in Ruanda nel 1994 e che io ero responsabile e colpevole". Spiegò i meccanismi interni della Radio Télévision Libre des Mille Collines, indicando che la stazione radio era stata utilizzata per trasmettere "l'ideologia e piani di estremisti Hutu in Ruanda".
Il 15 maggio 2000 Ruggiu fu dichiarato colpevole di entrambe le accuse, e condannato a dodici anni di prigione dal Tribunale penale internazionale per il Ruanda, per incitamento a commettere genocidio. Ricevette una condanna relativamente breve, dopo aver accettato di testimoniare contro altri tre sospettati che avrebbero utilizzato mezzi di comunicazione, in particolare la RTLM, per alimentare il genocidio in Ruanda. Il Ruanda giudicò la sentenza inadeguata.
Dopo avere scontato in Tanzania, sede del Tribunale, otto anni di prigione, Ruggiu nel febbraio del 2008 fu inviato in Italia nel carcere di Voghera a scontare il resto della pena. Considerati i vari benefici, avrebbe dovuto essere liberato nel luglio del 2009, dopo nove anni di prigione. Il 21 aprile 2009 il magistrato di sorveglianza gli concesse tre mesi di sconto per buona condotta (in violazione dello statuto dell'ICTR, il tribunale speciale che l'aveva condannato) e Ruggiu divenne ufficialmente libero, scomparendo nell'anonimato.